# Andreas Bluhm (Fußballspieler)
Andreas Bluhm (* 21. Dezember 1973 in Freiburg im Breisgau) ist ein ehemaliger deutscher Fußballspieler.

## Werdegang
Bluhm bestritt in der Saison 1993/94 fünf Spiele und in der Saison 1994/95 nochmal ein Spiel für Borussia Mönchengladbach in der Fußball-Bundesliga. Bei Borussia Mönchengladbach wird Andreas Bluhm offiziell als DFB-Pokalsieger des Jahres 1995 geführt. Zwischenzeitlich spielte er in Neuseeland bei den Auckland Kingz sowie bei Alemannia Aachen und dem FC Augsburg.
Zurzeit arbeitet Andreas Bluhm als Physiotherapeut für ein Reha-Unternehmen im Borussia-Park. Von 2007 bis 2018 war er Physiotherapeut bei Borussia Mönchengladbach.